# Alpheus Baker Hervey
Rev. Alpheus Baker Hervey  (n. Triangle, New York; 31 de marzo de 1839 - f. Bath, Maine; 10 de marzo de 1931) fue un clérigo, botánico, y destacado algólogo y briólogo estadounidense.
Fueron sus padres Joseph y Rhoda Baker. Fue a escuelas privadas de Nueva York, y continuó en la "Universidad St. Lawrence", donde estudia Teología, graduándose en 1861. Continua con los grados avanzados de "Hon. A.M." en el "Tufts College" en 1880; A.M. en 1878, Ph.D. en 1885, y L.L.D. en 1928 siempre de la "St. Lawrence Univ." En 1863 se casa con Sarah Eliza Andrew quien fallecería en 1884. Se casará en segundas nupcias el 1 de junio de 1921 con Hanna Rion, que fallece en 1924.
Aunque Alpheus se enlista en la Armada de la Unión durante la guerra civil estadounidense, no combate. Y su ministerio da comienzo en 1861, sirviendo como pastor de iglesias del Universalismo en Malone, Afton y Troy, NY; Southbridge, Peabody y Taunton, Mass., y en Bath, Maine. Fue rector entre 1888 y 1894, y luego académico de la "St. Lawrence Univ.", de donde se retira en 1909. Fue miembro del partido Demócrata.
Fue especialista en algas marinas.

## Algunas publicaciones
- 1881. Sea Mosses. Ed. Orange Judd Co. 281 pp.
- Sprague, I; AB Hervey. 1882. Beautiful wild flowers of America, from original water-color drawings after nature. Ed. Lothrop, Boston. 156 pp. 14 cromolitografías

- 1882. Flowers of Field & Forest
- 1885. Traduce del alemán, Guide to the Microscope in Botany
- 1886. Manual of Microscopical Investigation in Botany
- Collins, FS; AB Hervey. 1917. 'The Algae of Bermuda' (primer texto de flora marina de las islas), 5 fasc.

## Honores

### Epónimos
- (Asteraceae) Aster × herveyi A.Gray, pro spec. & Uttal[1]

- (Berberidaceae) Berberis × herveyi (Ahrendt) Marroq. & Laferr.[2]

- (Sapotaceae) Croixia herveyi (King & Gamble) Baehni[3]

- La abreviatura «Herv.» se emplea para indicar a Alpheus Baker Hervey como autoridad en la descripción y clasificación científica de los vegetales.[4]